# Camellón (agricultura)

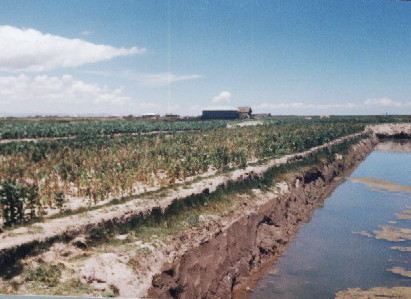
Camellón o Waru waru.

Los camellones o sistemas hidráulicos de campos de cultivo prehispánicos, también conocidos como Waru Waru (topónimo quechua), son un tipo de disposición del suelo en la llanura para el cultivo, que se usó extensamente en tiempos precolombinos en zonas inundables de lo que hoy es Ecuador, Perú, Bolivia, Colombia, Venezuela y otros países. 
El límite austral de su distribución lo constituyen los camellones mapuches, en el sur del actual Chile, que se concentran en la costa de su territorio (Río Paicaví, Lago Budi) y en la ciénaga de Purén-Lumaco, donde se asocian con complejos de túmulos monumentales (Kuel). El uso de estos camellones por los mapuches ha sido datado entre el siglo XIII y XVIII por Tom Dillehay,  
Consistió básicamente en excavar canales conectados, usando la tierra extraída para construir plataformas o camas de cultivo elevadas, de manera que hubiera una intercalación entre canales y plataformas elevadas. Su objetivo central era darle manejo a las inundaciones permanentes o estacionales y mantener secas las raíces de las plantas para garantizar la viabilidad de los cultivos. El agua se distribuía por los canales e iba generando un proceso de irrigación por capilaridad. Entre sus ventajas se encuentran: 1. Garantizar un menor agotamiento del suelo al incluir la práctica del policultivo, conocido en México con el nombre de "milpa"; por ejemplo, en zonas como el altiplano colombiano se combinaba en cada plataforma elevada la siembra del maíz con la de fríjol y calabaza, de forma tal que el maíz servía de sustento al frijol, el frijol reducía el impacto del agotamiento del suelo al fijar el nitrógeno en la tierra y la calabaza, al extenderse sobre la superficie rasante al suelo, evitaba el crecimiento de hierbas. 2. Neutralizar el fenómeno adverso de las heladas, que afectan los cultivos en los altiplanos americanos, y que se producen debido a que en los meses de verano se da una mayor amplitud térmica, con temperaturas en la madrugada que pueden caer hasta los 5º negativos y que pueden subir hasta los 20-22º positivos al medio día; este cambio de temperatura lleva a que los cultivos se quemen; pero los camellones minimizaban este efecto ya que la mayor radiación solar durante el día contribuía a aumentar la temperatura del agua de los canales; este calor era transmitido a la plataforma vía capilaridad, de manera tal que en la noche, cuando la temperatura disminuía, la tierra de los camellones estaba un par de grados por encima del promedio ambiente, evitando o minimizando el efecto de las heladas. 

## Origen de los camellones
Las excavación y la experimentación arqueológicas llevados a cabo entre 1981 y 1986 indican que: 
- La agricultura de los camellones aparece relativamente temprano en la región del Lago Titicaca.
- Aunque intensiva en términos de frecuencia de cultivo y tasas elevadas de producción, el uso intensivo de mano de obra no es una condición indispensable para el sistema de cultivo;
- Las producciones sostenidas a largo plazo con baja inversión total de mano de obra hacen de este un sistema agrícola muy eficiente;
- La construcción y el manejo de los camellones están al alcance de cada núcleo familiar campesino y de los grupos sociales organizados a nivel de la localidad.

Se pueden definir dos fases en el uso e implementación de esta práctica cultural: La Fase I que se inició probablemente antes del 100 a. C. y terminó aproximadamente en el 400 d. C. en esta fase se da la implementación de los primeros camellones que aparecerían en las culturas chiripa y tiwanakota, a principios del período tardío y a finales del aldeano, como forma de producción más eficiente; y, La Fase II  que comenzó alrededor de 1000 d. C. y terminó en 1450 d. C., y se le asoció con los Señoríos Aymaras del Intermedio Tardío de la zona.
Se discute que el sistema agrícola de camellones se desarrolló tempranamente como consecuencia de una economía orientada a tierras inundables, similar a aquella practicada por el grupo étnico "Uru" que se menciona en la literatura colonial y etnográfica. Esta economía brindo una base rica y estable para la temprana ocupación sedentaria de las aguas poco profundas del lago y una preadaptación para el temprano sistema agrícola de los camellones.
En los alrededores del Lago Titicaca se pueden aun observar zonas con trazos de los antiguos Waru Warus. Algunas comunidades locales, generalmente con apoyo de programas de cooperación han tentado recuperar estas prácticas culturales con un éxito relativo.
Estudios en la Estación Biológica del Beni en Bolivia, realizados por C. Erickson, J. Esteves, M. Michel, y W. Winkler en 1991, arrojaron datos de que los habitantes de los Llanos de Mojos fueron probablemente agricultores de camellones. Las muestras radiocarbónicas indican que las fechas de ocupación se remontan a 840 a. C., 490 a. C. y 120 a. C. Los camellones y canales fueron construidos y usados en algún tiempo después de 120 a. C. Los camellones y los terraplenes se remontan a una época anterior a las llegada de los españoles e indican una temprana adopción y un largo período de utilización de esta tecnología agrícola. El alto potencial productivo de este sistema agrícola ciertamente sustentó a las densas poblaciones de la zona la cual ha sido documentada arqueológica o históricamente.

## Efectos de los camellones
Un beneficio importante y ampliamente reconocido de este sistema de manejo en el altiplano es su contribución a la mitigación de heladas nocturnas durante la campaña agrícola. Experiencias realizadas han demostrado que, con relación a una parcela “testigo” en la “Pampa”. Los resultados experimentales evidencian por una parte: el valor elevado de la temperatura del agua con respecto a la del cultivo sobre las plataformas, y por otra, una temperatura de cultivo siempre mayor (1-2 grados) en los camellones que en la Pampa.